# Горки (Калязинский район)
Горки — деревня в Калязинском районе Тверской области. Входит в состав Старобисловского сельского поселения.

## География
Находится в юго-восточной части Тверской области на расстоянии приблизительно 26 км на юго-восток по прямой от районного центра города Калязин недалеко от левого берега речки Сабля.

## История
Была отмечена на карте 1825 года. В 1859 году здесь (тогда деревня Калязинского уезда Тверской губернии) было учтено 46 дворов, в 1978 — 32.

## Население
Численность населения: 227 человек (1859 год), 24 (русские 100 %) в 2002 году, 9 в 2010.